# Associação Atlética Caldense
Maillots
L'Associação Atlética Caldense est un club brésilien de football basé à Poços de Caldas dans le Minas Gerais.
Cette équipe joue au Ronaldão qui peut accueillir 15 000 spectateurs environ.

## Historique
Caldense a été fondé le 7 septembre 1925 à Poços de Caldas, par Fosco Pardini et João de Moura Gavião, ce dernier ayant été un membre dissident d'une autre équipe locale, le Foot-Ball Club Caldense.
En 1928, l'Associação Atlética Caldense et le Gambrinus Futebol Clube ont fusionné ensemble pour former le club actuel.

## Palmarès
- Championnat du Minas Gerais/Campeonato Mineiro : 2002